# Volta a Llombardia 1954
La Volta a Llombardia 1954 fou la 48a edició de la Volta a Llombardia. Aquesta cursa ciclista organitzada per La Gazzetta dello Sport es va disputar el 31 d'octubre de 1954 amb sortida i arribada a Milà després d'un recorregut de 222 km.
L'italià Fausto Coppi (Bianchi-Pirelli) guanya una cinquena Volta a Llombardia la qual cosa queda un rècord absolut de la prova. L'acompanyaren zl podi els seus compatriotes Fiorenzo Magni (Nivea-Fuchs) i Mino de Rossi (Bianchi-Pirelli).

## Classificació general
|    | Ciclista                | Equip           | Temps      |
| -- | ----------------------- | --------------- | ---------- |
| 1  | Fausto Coppi (ITA)      | Bianchi-Pirelli | 5h 51' 33" |
| 2  | Fiorenzo Magni (ITA)    | Nivea-Fuchs     | m. t.      |
| 3  | Mino de Rossi (ITA)     | Bianchi-Pirelli | m. t.      |
| 4  | Bruno Landi (ITA)       | Fiorelli        | m. t.      |
| 5  | Agostino Coletto (ITA)  | Nivea-Fuchs     | m. t.      |
| 6  | Giorgio Albani (ITA)    | Legnano         | m. t.      |
| 7  | Aldo Moser (ITA)        | Torpado         | m. t.      |
| 8  | Walter Serena (ITA)     | Bottecchia      | m. t.      |
| 9  | Primo Volpi (ITA)       | Arbos           | m. t.      |
| 10 | Valerio Chiarlone (ITA) | Welter          | m. t.      |